# Jürgen Zopp
Jürgen Zopp (Tallinn, 29 marzo 1988) è un ex tennista estone.

## Biografia

### Carriera
Nel gennaio 2012 prende parte alle qualificazioni dell'Australian Open e le supera battendo nell'ordine: il bielorusso Uladzimir Ihnacik, il francese Mathieu Rodrigues e l'americano Tim Smyczek. Al primo turno, tuttavia, viene eliminato da James Duckworth in tre set.
Il 5 febbraio 2012 vince il primo torneo Challenger della sua carriera, a Kazan' in Russia, battendo in finale il rumeno Marius Copil con il punteggio di 7-6, 7-6.
Successivamente viene eliminato ai quarti di finale del torneo Challenger di Bergamo da Aleksandr Kudrjavcev. Nei turni precedenti aveva battuto Grégoire Burquier e Marco Crugnola.
A marzo partecipa alle qualificazioni del torneo di Indian Wells ma viene eliminato da Rhyne Williams. In seguito viene eliminato al primo turno del torneo Challenger di Guadalajara dallo svizzero Marco Chiudinelli. A fine marzo disputa le qualificazioni del torneo di Miami ma viene battuto dal belga David Goffin.

## Statistiche

### Singolare

#### Tornei minori (10 vittorie)
| Legenda tornei minori |
| Challenger (1)        |
| Futures (9)           |

| Numero | Data            | Torneo                    | Superficie  | Avversario in finale             | Punteggio        |
| 1.     | 18 agosto 2008  | Vierumäki, Finlandia      | Cemento     | Timo Nieminen                    | 6–4, 6–2         |
| 2.     | 9 marzo 2009    | Greifensee, Svizzera      | Sintetico   | Philipp Oswald                   | 6–3, 6(5)–7, 6–3 |
| 3.     | 13 luglio 2009  | Tallinn, Estonia          | Terra rossa | Jaak Põldma                      | 3–6, 6–3, 6–4    |
| 4.     | 12 aprile 2010  | Adana, Turchia            | Terra rossa | Augustin Gensse                  | 6–2, 4–6, 6–4    |
| 5.     | 19 aprile 2010  | Tarso, Turchia            | Terra rossa | Alexandre Folie                  | 6–3, 6–1         |
| 6.     | 3 maggio 2010   | Teplice, Repubblica Ceca  | Terra rossa | Alexander Flock                  | 4–6, 6–2, 7–5    |
| 7.     | 19 luglio 2010  | Tallinn, Estonia          | Terra rossa | Timo Nieminen                    | 6–3, 3–6, 6–3    |
| 8.     | 25 ottobre 2010 | Cardiff, Regno Unito      | Cemento (i) | Daniel Evans                     | 6–4, 7–5         |
| 9.     | 18 luglio 2011  | Tallinn, Estonia          | Terra rossa | Hans Podlipnik-Castillo Castillo | 6–3, 6–3         |
| 10.    | 5 febbraio 2012 | Kazan Kremlin Cup, Kazan' | Cemento (i) | Marius Copil                     | 7-6, 7-6         |

#### Finali perse (2)
| Numero | Data              | Torneo                       | Superficie | Avversario in finale | Punteggio     |
| 1.     | 18 settembre 2011 | Ningbo Challenger, Ningbo    | Cemento    | Lu Yen-hsun          | 2-6, 6-3, 1-6 |
| 2.     | 25 settembre 2011 | Tashkent Challenger, Taškent | Cemento    | Denis Istomin        | 4-6, 3-6      |